# メインティラーノ
メインティラーノ（Maintirano）は、マダガスカルの都市及びコミューン。人口は2万5788人（2018年）。首都アンタナナリボから西に325ｋｍ程の所にある港町である。海抜12ｍ。サカラヴァ人によって町が発展してきた。国内線専用の空港と港がある。教育面では、小中一貫校が設置されている。また、常設の裁判所と病院もある。気候は熱帯であり、そのために道路の陥没が多く、空港がある割には空の便が少なく、交通が非常に困難な地域でもある。主な産業はエビと牛肉の収穫・加工である。
市の人口の55％が漁業、34％が農業に従事している。バナナが主要な輸出品で、他にトウモロコシ、サツマイモ、コメなどを輸出している。工業に従事している人は僅か人口の0.8％しかいないが、生産高は市の総生産の10.2％を占めている。